# 무레슈주

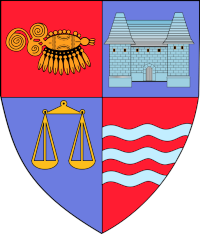
주 문장

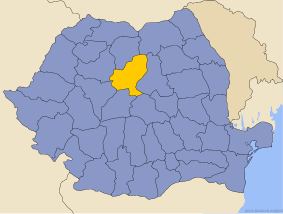
무레슈 주의 위치

무레슈주(루마니아어: Judeţul Mureş, 헝가리어: Maros megye)는 루마니아 중부 트란실바니아 지방에 위치한 주로, 주도는 트르구무레슈이며 면적은 6,714km2, 인구는 580,851명(2002년 기준), 인구 밀도는 86.5명/km2, ISO 3166-2 코드는 RO-MS이다. 동쪽으로는 하르기타 주, 서쪽으로는 알바 주와 클루지 주, 북쪽으로는 비스트리차너서우드 주와 수체아바 주, 남쪽으로는 시비우 주, 브라쇼브 주와 접하며 4개 시와 7개 마을, 91개 지방 자치체를 관할한다.

## 통계
주 전체 인구 가운데 53.26%(309,375명)는 루마니아인이며 39.30%(228,275명)는 헝가리인, 6.96%(40,425명)는 로마인, 0.35%(2,045명)는 독일인, 0.17%(1,000명)는 그 외의 민족이다. 다음은 각 신앙별 인구 비율이다.
- 루마니아 정교회: 53.3%
- 개혁 교회: 27%
- 로마 가톨릭 교회: 9.5%
- 그 외의 기독교 종파: 8.2%
- 유대교, 이슬람교, 무신론, 종교 없음, 그 외의 종교, 종교 불명: 1.9%